# 6167 Narmanskij
A 6167 Narmanskij (ideiglenes jelöléssel 1979 QB10) a Naprendszer kisbolygóövében található aszteroida. Nyikolaj Sztyepanovics Csernih fedezte fel 1979. augusztus 27-én.